# Eunica cuvierii
Eunica cuvierii is een vlinder uit de onderfamilie Biblidinae van de familie Nymphalidae. De wetenschappelijke naam van de soort is, als Libythea cuvierii, voor het eerst geldig gepubliceerd in 1819 door Godart.